# Yarkand
Yarkand (âm Hán Việt: Sa Xa, chữ Hán giản thể: 莎车县) là một huyện thuộc địa khu Kashgar, Tân Cương, Cộng hòa Nhân dân Trung Hoa. Huyện này có diện tích 8969 ki-lô-mét vuông, dân số năm 2002 là 650.000 người. Về mặt hành chính, huyện này được chia thành 7 khu công sở, 7 trấn, 22 hương và 7 nông lâm trường quốc doanh. Yarkand nằm ở độ cao khoảng 1189 m, ở rìa nam của sa mạc Taklamakan ở lòng chảo Tarim. Huyện này đã từng là thủ đô của một vương quốc Phật giáo trên nhánh nam của con đường tơ lụa. Ốc đảo này có sông Yarkand chảy từ phía bắc của dãy núi Côn Lôn.